# Alfredo Copello
Alfredo Copello   (Buenos Aires, 15 de març de 1903 - Buenos Aires, valor desconegut) va ser un boxejador argentí guanyador de la medalla d'argent als Jocs Olímpics d'estiu de 1924 en la categoria de pes lleuger (61 kg). Va ser derrotat a la final per Hans Jacob Nielsen, de Dinamarca.